# ماكس نيكلسون
ماكس نيكلسون (بالإنجليزية: Max Nicholson)‏ هو لاعب كرة قدم بريطاني، ولد في 3 أكتوبر 1971. لعب مع سكونثورب يونايتد ونادي دونكاستر روفرز ونادي هيرفورد.

## وصلات خارجية
- ماكس نيكلسون على موقع Soccerbase.com (لاعب) (الإنجليزية)